# Aricoris domina
Aricoris domina is een vlindersoort uit de familie van de prachtvlinders (Riodinidae), onderfamilie Riodininae.
Aricoris domina werd in 1865 beschreven door H. Bates.